# 成人教育
成人教育（英語：adult education），是以成人為對象的教育，通常指在經歷一般正常教育後的再學習，例如在的社區大學、進修學校等，所學不一定是一般所認知的科學或人文教育，如語言、文化、藝術、興趣方面的課程，也有些是技能培訓或考取專業資格或受到業界承認的證書等。

## 概述
1798年，英国设立成人学校于诺丁汉；各西方国家在19世纪中叶后实施成人教育。
聯合國教科文組織（UNESCO）於1976年所舉辦的成人教育會議中對成人教育所下定義為：『代表具有全部有組織的教育歷程、而不管其內容、水準及方法如何；是正式或非正式；是學校教育的代替或學校教育的延長；其目的在提供社會中的成人，發展潛能、充實新知、改進技術與提升專業資格，導引其新的發展或使其在態度或行為上產生改變』（楊國賜，1989）。欧洲经济合作开发组织（1977）為成人教育下的定義是：『指已逾規定離校年齡者，提供各種精心設計的活動或方案，以滿足個人生活中的學習興趣或需要，其範圍包括非職業性的、職業性的、一般的、正式的、非正式的學習與教育』（楊文彬，2003）。台灣教育部的『發展與改進成人教育五年計畫綱要』則將成人教育定義為：『指提供不再參與一般學校教育的成人有關基本教育、進修教育、職業進修教育、生活及休閒教育等活動機會，以增長成人生活基本知識；增進工作知能；擴展生活領域，提昇民主素養及充實精神內涵，好充分發揮全民教育，終身教育的功能』（教育部，1991）。